# Барри, Хаджи
Хаджи Ибраим Барри (фр. Hadji Ibrahim Barry; 8 декабря 1992, Конакри, Гвинея) — гвинейский футболист, нападающий египетского клуба «Фьючер» и сборной Гвинеи.

## Клубная карьера
Обучаясь в 2012—2013 годах в Общественном колледже Монро, Нью-Йорк, Барри играл за университетскую команду «Монро Трибьюнс». Переведясь в Университет Центральной Флориды продолжил заниматься футболом, играя за «УЦФ Кнайтс» в Национальной ассоциации студенческого спорта в 2014—2015 годах. Первую половину сезона 2015 провёл в аренде в молодёжной команде клуба «Орландо Сити». За 33 игры сезона в сумме забил 12 голов.
14 января 2016 года на Супердрафте MLS Барри был выбран под общим 13 номером клубом «Орландо Сити». За клуб дебютировал 6 марта в домашнем матче с «Реал Солт-Лейк», выйдя на замену на 77-й минуте. Впервые в стартовом составе вышел 17 июля в домашнем матче с «Ванкувер Уайткэпс», уйдя на замену на 84-й минуте. В Открытом Кубке США дебютировал 16 июня 2016 года в гостевом матче 4-го круга с «Джэксонвилл Армада», выйдя на замену в перерыве. Впервые в стартовом составе вышел 30 июня в домашнем матче 1/8 финала с «Форт-Лодердейл Страйкерс», отбегав все 120 минут (матч закончился в добавленное время поражением «Орландо» 1:2).
Выступая за «Орландо», дважды отправлялся в аренду в дубль — на период регулярного сезона ЮСЛ 2016 и 2017 годов. Всего за дубль отыграл 28 матчей, забив 14 голов и отдав одну голевую передачу. 17 августа 2017 года в домашнем с «Оттава Фьюри» оформил первый в карьере дубль, завершив разгром со счётом 3:0.
15 января 2018 года перешёл в клуб ЮСЛ «Своп-Парк Рейнджерс» на правах свободного агента. За клуб дебютировал 18 марта в гостевом матче с «Рино 1868», выйдя в стартовом составе, забив гол и оформив дубль из ассистов. С 19 августа по 4 октября устроил серию из 8 матчей, в течение которых не уходил с поля без забитых голов. Всего в том розыгрыше ЮСЛ забил 19 голов в 35 матчах (учитывая плей-офф), став четвёртым бомбардиром лиги после Кэмерона Ланкастера, Томаса Эневольдсена и Даниэла Риоса. По итогам сезона вошёл во вторую символическую сборную чемпионата.
8 января 2019 года на правах свободного агента перешёл в клуб израильской Премьер-лиги «Ирони (Кирьят-Шмона)», подписав контракт на два с половиной года. За клуб дебютировал 13 января в гостевом матче с «Бейтар (Иерусалим)», выйдя в стартовом составе и уйдя на замену на 71-й минуте. Первый гол забил 21 января в домашнем матче с «Хапоэль (Хадера)», выйдя в стартовом составе и установив на 95-й добавленной минуте окончательный счёт 3:1.
30 июля на правах свободного агента вернулся в ЮСЛ, подписав контракт с канадским клубом «Оттава Фьюри». За клуб дебютировал 3 августа в домашнем матче с «Бирмингем Легион», выйдя на замену в перерыве. Первый гол забил 24 августа в домашней игре с «Сент-Луисом», выйдя в стартовом составе и забив второй гол своей команды (2:1). 22 сентября в домашнем матче с «Хартфорд Атлетик» впервые в карьере оформил хет-трик; два из трёх голов забил с пенальти.
1 января 2020 года на правах свободного агента присоединился к «Норт Каролина». За клуб дебютировал 7 марта в домашнем матче с «Луисвилл Сити», выйдя на замену на 64-й минуте. 18 июля в гостевом матче с «Тампа-Бэй Раудис» впервые вышел в стартовом составе. Первым результативным 3 сентября в гостевом матче с «Бирмингем Легион», выйдя в стартовом составе и отдав передачу на первый гол своей команды (1:2). 14 сентября в домашнем матче с «Мемфис 901» вышел в стартовом составе и забил свой первый гол за клуб. Всего за 15 матчей, в которых Барри находился на поле 1024 минуты, гвинеец забил всего один гол и отдал всего одну голевую передачу, что стало худшим показателем с сезона 2016, когда игрок дебютировал за «Орландо».
26 января 2021 года на правах свободного агента подписал контракт с «Колорадо-Спрингс Свитчбекс». За клуб дебютировал 2 мая в гостевом матче с «Сан-Антонио», выйдя в стартовом составе. Первый гол забил 15 мая в гостевом матче со своим бывшим клубом «Своп-Парк Рейнджерс», ставшем фарм-клубом «Канзас-Сити II», выйдя в стартовом составе и оформив дубль; первый гол забил с пенальти. Начиная с 15 мая и заканчивая 26 июня не уходил с поля без гола, устроив серию из 6 матчей. 17 июня в гостевом матче с «Такома Дифайенс», кроме гола, оформил хет-трик из ассистов. Всего в том сезоне за клуб отыграл 33 матча, из которых всего в 13 не забивал голов. По итогам сезона в ЮСЛ забил 25 мячей, повторив рекорд Кэмерона Ланкастера по количеству забитых мячей за один сезон. За высокую результативность был назван Лучшим игроком сезона, получил Золотую бутсу и вошёл в символическую сборную турнира. В следующем сезоне получил капитанскую повязку. По итогам сезона 2022 забил 16 голов и отдал 9 голевых передач, став четвёртым в списке бомбардиров и ассистентов турнира.
3 октября 2022 года перешёл в египетский клуб «Фьючер» за 1 миллион евро. Трансфер Барри стал самым дорогим в истории ЮСЛ: до этого таковым являлся трансфер Фанендо Ади из «Портленд Тимберс» в «Цинциннати». За новый клуб дебютировал 20 октября в гостевом матче с «Харас Эль-Ходуд», выйдя на замену на 70-й минуте и забив второй гол своей команды (0:2).

## Карьера в сборной
За сборную дебютировал в рамках отбора к Кубку Африканских наций, впервые выйдя на поле 18 ноября 2018 года в домашнем матче со сборной Кот-д’Ивуара. Впервые в стартовом составе вышел 24 марта 2019 года в гостевом матче со сборной ЦАР, уйдя на замену на 67-й минуте.

## Личная жизнь
Из Гвинеи в США переехал в сентябре 2006 года. Гражданство США получил 25 октября 2018 года. Владелец грин-карты, что позволяет клубам MLS помечать игрока как домашнего. После смерти отца в 2020 году в память о нём Барри поместил имя «Баба» (фр. Baba) на свою футболку до конца сезона.

## Достижения

### Личные
- Лучший игрок в сезоне ЮСЛ: 2021
- Золотая бутса лучшему бомбардиру ЮСЛ: 2021 (25 голов)
- Член символической сборной ЮСЛ: 2021
- Член второй символической сборной ЮСЛ: 2018